# Muhammad Baqir Behbahani
Muḥammad Bāqir ibn Muḥammad Akmal al-Waḥīd Behbahānī (in persiano محمد باقر وحید بهبهانی‎; Isfahan, 1706 – Kerbela, 1791) è stato un teologo e giurista persiano sciita imamita uṣūlī.
Altrimenti chiamato Vaḥīd Behbahāni, o Waḥīd Behbahānī è stato uno studioso sciita duodecimano. È generalmente riconosciuto come restauratore del pensiero della scuola Uṣūlī dell'Imamismo sciita e come attivo contributore della diffusione dell'"ortodossia" sciita imamita grazie alla sua riflessione sulla "minaccia di takfir da comminare agli Akhbari, costretti poi all'emigrazione dall'Iran dell'epoca, in contrasto con le posizioni di altri studiosi di teologia e di fiqh.

## La disputa
Nel XVIII secolo si manifestò una profonda disputa tra gli Akhbārī e gli Uṣūlī sciiti. Succintamente, gli Akhbārī credevano che le uniche fonti del diritto fossero il Corano e i Ḥadīth contenuti nei Quattro Libri, accettati come validi dalla Shi'a: ogni loro indicazione era in via di principio affidabile e al di fuori di esse non vi era autorità competente in condizione di estrapolare e dedurre ulteriori norme giuridiche. Gli Uṣūlī credevano invece che le raccolte di Ḥadīth contenessero tradizioni con diversi gradi di affidabilità, e che fosse necessaria un'analisi critica per asserirne l'autorevolezza. Dal suo punto di vista, il compito dello studioso di diritto è stabilire i principi intellettuali di applicazione generale (Uṣūl al-fiqh), da cui possono derivare particolari norme per via deduttiva: di conseguenza, la dottrina giuridica ha gli strumenti, in linea di principio, atti a risolvere qualsiasi situazione, anche se non essa non sia specificamente indicata nel Corano o nei Ḥadīth (si veda "Ijtihad").
Tradizionalmente, questi principi intellettuali sono stati analizzati attraverso le procedure della logica aristotelica. Lo studioso akhbārī Muḥammad Amī al-Astarābādī ha criticato questo approccio, affermando che, poiché i presunti principi generali sono stati determinati in base a una generalizzazione dalle regole pratiche esistenti, l'intero processo era di tipo circolare.

## Il ruolo di Bihbahānī

### Analisi della probabilità
Bihbahānī fu l'esponente di punta della sfida intellettuale degli Uṣūlī al predominio degli Akhbārī a Kerbelāʾ, negli anni sessanta del XVIII secolo. Con il crollo della dinastia Safavide a seguito dell'invasione afghana nel 1722 e il sorgere di una nuova generazione di chierici akhbārī del Bahrein, il movimento stato-centrico uṣūlī perse fiducia in se stesso. Il più influente chierico bahreinita, Yūsuf al-Baḥrānī, fu nominato decano degli studiosi a Kerbelāʾ, dove egli condusse un furioso attacco intellettuale agli studiosi uṣūlī a metà del XVIII secolo. Il ruolo di Bihbahānī negli anni sessanta alla sfida del neo-akhbarismo di al-Baḥrānī, fu quello di lavorare a ricostruire una base di sostegno, fiducia e appoggio finanziario che infine portò a un revival uṣūlī dopo la morte di al-Baḥrānī nel 1772.
Il principale contributo di Bihbahānī alla teoria giuridica fu l'analisi della probabilità. Assodato che i principi generali della Legge non possono derivare con completa certezza sillogistica, ne deriva che esistono pur sempre presunzioni - sufficienti nella vita quotidiana - per decidere in base alla miglior visione possibile delle cose. 
Data la natura probabilistica di un simile approccio, e la necessità di una certezza pratica, ne consegue che ci devono essere persone che godono di autorevolezza nel decidere l'applicazione di tali principi per fatti particolari. Pertanto, il ruolo di un giurista musulmano (mujtahid) viene a godere di un'autorevolezza politica e giuridica, e non puramente scientifica. Bihbahānī è biasimato, in modo particolare dagli akhbārī, per aver usato la forza fisica per rafforzare la sua autorevolezza nel porre le basi intellettuali della Shīʿa iraniana (teocrazia).
I principi della probabilità furono ulteriormente analizzati dallo Shaykh Murtada al-Ansari (1781–1864) a metà del XIX secolo, tanto che la scuola uṣūlī divenne stabilmente la forza dominante nell'Islam sciita.

### Takfīr
Secondo lo studioso Moojan Momen, Bihbahānī svolse un ruolo importantissimo nell'Islam sciita sostenendo la "minaccia del takfir" — i.e. vale a dire che egli dichiara l'avversario un apostata, l'apostasia essendo un crimine capitale:
 nel campo centrale della teologia e della giurisprudenza islamica, in cui esisteva in precedenza solo l'ikhtilāf (possibilità di sostenere opinioni diverse), Bihbahānī escludeva dalla pronuncia di takfīr tutti coloro che erano in disaccordo con i principi del ragionamento (ʿAql e ijtihad) come fonti del diritto. Questo ha spianato la strada alla rilevante crescita di potere d'influenza dei Mujtahid nel periodo Qajar, facendo assumere un ruolo centrale al concetto di marja' al-taqlid nei diversi campi della teologia e della giurisprudenza.

## A proposito del Corano
Nelle sue al-Fawāʾid al-ḥāʾiriyya egli affermò: "Risulta chiaro da numerosi akhbār (notizie storiche) che è avvenuta [una corruzione del testo coranico]... La nostra posizione è che è permesso agire sulla scorta di una delle ben note sette varianti [di lettura del Corano]. A indicare ciò è l'affermazione, o piuttosto l'ordine, degli Imām secondo cui «Si deve recitare ciò che la gente recita fino al giorno del ritorno dell'qāʾim»."